# شارما
شارما (به لاتین: Xarma) یک شهرک در جمهوری خلق چین است که در Lhari County واقع شده‌است. شارما ۱٬۷۰۰ نفر جمعیت دارد.